# Xanxerê (kommun)
Xanxerê är en kommun i Brasilien.   Den ligger i delstaten Santa Catarina, i den södra delen av landet, 1 300 km söder om huvudstaden Brasília. Antalet invånare är 44 102.
Följande samhällen finns i Xanxerê:
- Xanxerê

I omgivningarna runt Xanxerê växer huvudsakligen savannskog. Runt Xanxerê är det ganska tätbefolkat, med 104 invånare per kvadratkilometer.